# Eolípila

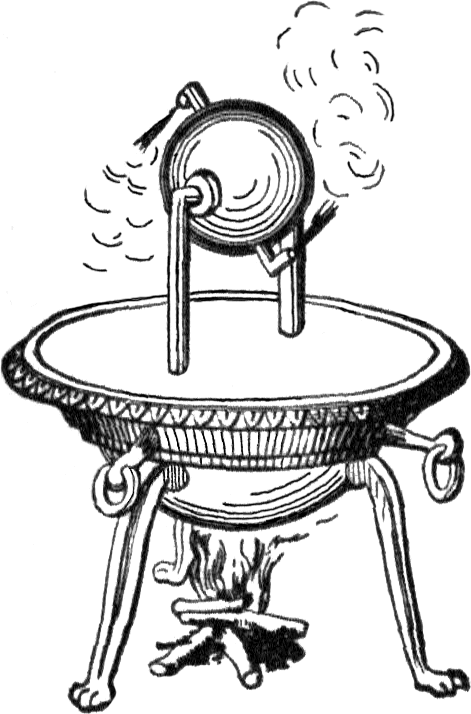
Ilustración de una eolípila de Herón

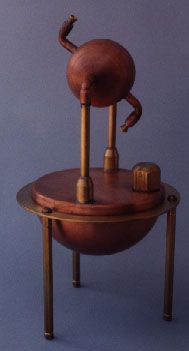
Una eolípila moderna

Eolípila y su acción.

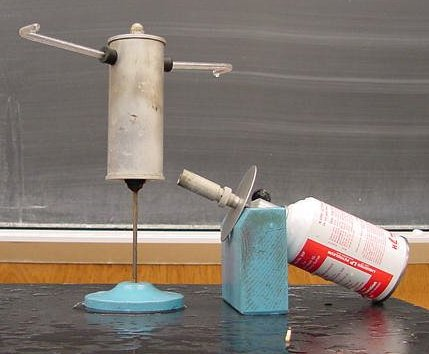
Una eolípila con una sola cámara

Una eolípila es una máquina constituida por una cámara de aire (generalmente una esfera o un cilindro), con tubos curvos por donde es expulsado el vapor. La fuerza resultante por esta expulsión hace que el mecanismo comience a girar, según la  ley de acción-reacción. Normalmente, el agua se calienta en otra cámara, y se une a la anterior mediante tubos por donde pasa el vapor, aunque también puede ser calentada en la misma cámara desde donde se expulsa el vapor.
La eolípila fue inventada en el siglo I por el ingeniero griego Herón de Alejandría. Se considera la primera máquina térmica de la historia. Durante mucho tiempo no fue científicamente estudiada y sirvió solo de juguete o entretenimiento.

## Diseño y funcionamiento
La eolípila está formada por dos grandes piezas. La parte inferior es una semiesfera tapada por la parte superior, que actúa como hervidor de agua con una abertura por donde llenarla. Esta semiesfera es levantada del suelo por unas patas, normalmente. Del hervidor salen verticalmente dos tubos conectados a una esfera metálica (la conexión permite la rotación de la esfera). Esta tiene dos tubos de salida respectivos con forma de L, situados a 180° uno del otro.
Se sitúa una fuente de calor debajo el hervidor. Consecuentemente, el agua se calienta y se convierte en vapor. Este busca vías de salida. Asciende por los tubos hasta la esfera, y sale a presión por las salidas con forma de L. A causa de la tercera ley de Newton, conocida como "acción-reacción", la esfera rota sobre su propio eje horizontal paralelo al suelo.